# Platges de las Cascareiras, El Barroso i las Rubias
La Platja de les Cascareiras es troba en el conceyu asturià de Navia i pertany a aquesta localitat. La platja té forma de petxina, una longitud d'uns 350 m i una amplària mitjana d'uns 25 m. La Platja de El Barroso té forma sinuosa, una longitud d'uns 220 m i una amplària mitjana d'uns 20-25 m igual que la Platja de las Rubiasles dades de les quals són molt semblants però es diferencia de la del Barroso en què té forma de petxina. Les tres estan situades en un entorn rural i la perillositat és de tipus mitjà, si bé la Platja del Barroso és la més perillosa.
Els accessos a les tres platges tenen una certa dificultat doncs són per als vianants i cal caminar al voltant d'uns tres km. El jaç de les tres platges és similar: és una mescla de palets i una sorra de gra gruixut i de color gris bastant escassa. L'ocupació de les platges és molt escàs o gairebé nul així com el grau d'urbanització dels seus entorns.
Per accedir a elles cal recórrer un camí que comença darrere de la Platja del Moro prenent l'adreça de la «punta de la Serra», que arriba fins a Coedo. Pels andarines té l'al·licient de tenir la senda que va des de la Platja de Navia fins a Coedo. No disposen de cap servei sent la pesca submarina, la recreativa i el marisqueig les activitats més recomanades. Per accedir a les platges convé portar calçat adequat per a la sendera i el pedrer.